# Monts Chevreuils
Les monts Chevreuils sont un petit sommet des Préalpes vaudoises en Suisse culminant à 1 749 m d'altitude.

## Géographie
Le sommet se situe sur la commune de Château-d'Œx entre le lac de l'Hongrin et le village des Moulins.

## Histoire
Jusqu'en 2001, le massif était utilisé pour le ski alpin. La société de remontées mécaniques de Télé-Château-d'Oex exploitait le site avec 3 téléskis. Le départ se situait à 895 m et l'arrivée à 1 667 m d'altitude. La décision de la commune de Château-d'Oex de suspendre la couverture du déficit chronique a été la principale raison de l'arrêt définitif des installations. Un projet de réhabilitation du domaine skiable avec liaison vers les domaines des Mosses est envisagé. Un télésiège 4 places avec 2 sections est prévu. L'ouverture est planifiée à l'horizon 2014-2016.